# Nina Mitz
Pour les articles homonymes, voir Mitz.
 (juillet 2013).
Nina Mitz est une professionnelle de la communication stratégique en France et à l'international, née le 10 avril 1947 à Wels (Autriche) et décédée le 18 août 2014 à La Rochelle, à l'âge de 67 ans.
Elle exerça ses fonctions au sein du Gouvernement Jospin de 1997 à 2002 - qui a créé un poste de porte-parole à l'international en 1997 au sein du Ministère de l'Économie, des Finances et de l'Industrie - ainsi qu'auparavant dans des groupes américains, asiatiques et français.
Elle était depuis 2003 présidente-directrice générale de FTI Consulting Strategic Communications France, ex-Financial Dynamics, filiale française de FTI Consulting group.

## Biographie
Née dans un camp de réfugiés à Wels, Nina Mitz étudie en faculté de droit puis à l’INSEAD et à l’IHESI,.
D'août 1997 à mai 2002, Nina Mitz était conseillère pour la communication internationale de Dominique Strauss-Kahn, Christian Sautter et Laurent Fabius, ministres de l’Économie, des Finances et de l’Industrie à leurs cabinets, chargée de promouvoir l'image économique de la France en Europe et à l'International. Son portefeuille de responsabilités comprenait la communication autour des G7/G8, G20, réunions de l'OMC (notamment celle de Seattle), les Ecofin formels et informels ainsi que les institutions financières internationales : FMI et Banque Mondiale, BERD et BEI, ainsi que l'OCDE et les réunions de la Zone Franc.
Dans le cadre de ses fonctions au ministère de l'économie, des Finances et de l'Industrie, en tant que conseillère pour la communication internationale, Nina Mitz a eu notamment pour mission d'aider à construire l'image internationale de Dominique Strauss-Kahn. Parmi ses responsabilités au Ministère, peuvent être également citées les campagnes de passage à l'Euro et le lancement de l'Eurogroupe, Conseil Informel des Ministres des Finances des pays de l'Euro.
À la demande du Gouvernement, Nina Mitz a également participé à différentes missions d'État notamment aux États-Unis avec le Professeur Adolphe Steg, dans le cadre de l'affaire des spoliations.
De 2002 à 2005, elle coordonna la mission européenne du Trade and Poverty Forum du German Marshall Fund dont Dominique Strauss-Kahn était le Président.
De 1992 à 1994, elle a également collaboré avec la SBF-Bourse de Paris (devenue Euronext), auprès de Jean-François Théodore, au développement international du marché boursier français.
En 1990, Nina Mitz avait fondé l'association France-Japon/France Asie Service pour aider les Français à exporter au Japon et en Asie du Sud-Est dont elle a assuré la Vice-Présidence. C'est alors que fut lancée la campagne « le Japon : c'est possible » en coordination avec la DREE et le CFCE et qui fut portée par Dominique Strauss-Kahn, alors Ministre de l'Industrie et du Commerce Extérieur (1991-1993).
Auparavant, elle fut successivement directrice de la communication pour les activités financières de Groupama, directrice de la communication Groupe de sa filiale de réassurance Sorema, conseillère du président de la Bourse de Paris, directrice de la communication du Groupe Japan Airlines/Hôtels Nikko et de NCR basé à Dayton et conseil de Rockwell, Boeing, Westinghouse, International Nickel ainsi que de First National City Bank et JP Morgan.
En 2003, elle devient présidente directrice générale de la filiale française du groupe Financial Dynamics, qui devient en 2006 FTI Consulting Strategic Communications.
Nina Mitz est décédée le 18 août 2014 sur l'Île de Ré où elle passait ses vacances, à l'âge de 67 ans.

## Famille
Nina Mitz est la sœur de Vladimir Mitz, chirurgien français spécialiste des réimplantations de mains et la femme de Daniel Marchac, spécialiste français de la chirurgie cranio-faciale et fondateur des techniques de remodelage-fronto crânien sur les enfants décédé en Octobre 2012. Elle a deux enfants Alexandre Marchac, chirurgien, et Nathalie Marchak, auteur-réalisatrice.

## Réalisations
Nina Mitz est Présidente d’honneur du CAPE (Centre d’Accueil de la Presse Étrangère) – groupement d'intérêt public créé en février 2001, en application de l'article 90 de la loi no 2000-719 du 1er août 2000 modifiant la loi no 86-1067 du 30 septembre 1986 relative à la liberté de communication, - et Conseillère Spéciale à l’IDDRI (Institut du Développement Durable et des Relations Internationales).
- Membre du Conseil Scientifique de la Fondation Terra Nova
- Membre de Policy Network (fondation politique britannique)

Auteur d'articles sur la crise financière, sur la communication internationale ("le message politique doit apprendre à voyager", Libération 2002), la relation avec les marchés financiers, la communication des dirigeants.

## Distinctions
- Chevalière de la Légion d'honneur[9]